# Movraž
Movraž – wieś w Słowenii, w gminie miejskiej Koper. 1 stycznia 2018 liczyła 122 mieszkańców.